# Bejsce

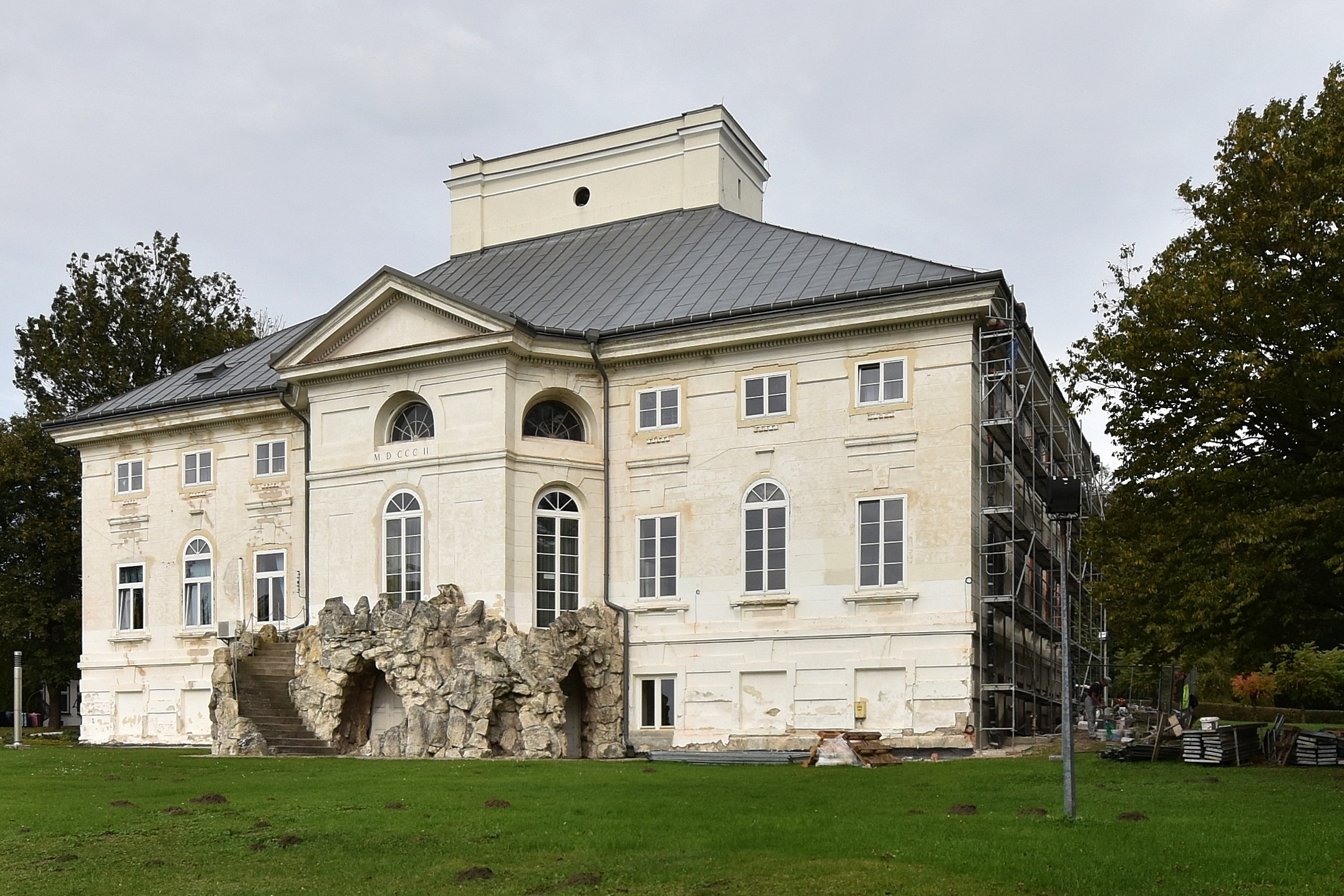
Pałac w Bejscach

Bejsce – wieś w Polsce położona w województwie świętokrzyskim, w powiecie kazimierskim, siedziba gminy Bejsce.
| SIMC    | Nazwa     | Rodzaj    |
| ------- | --------- | --------- |
| 0226709 | Brodek    | część wsi |
| 0226715 | Łabędź    | część wsi |
| 0226721 | Łubinówka | część wsi |
| 0226738 | Pagórek   | część wsi |
| 0226744 | Pasternik | część wsi |
| 0226750 | Prewenda  | część wsi |

## Historia
Miejscowość o 1000-letniej tradycji, w X w. istniał tu prawdopodobnie gródek rycerski z kaplicą, potem kościołem. W dokumencie biskupa krakowskiego Lamberta z r. 1063 jest informacja o dziesięcinie dla kościoła bejskiego. Kolejny, większy kościół był konsekrowany przez biskupa krakowskiego Pełkę w r. 1190.

### Wiek XIV
W dokumentach z roku 1330 Bejsce występują jako Bescze, u Długosza natomiast Beszczye. Należą Bejsce w roku 1330 do dóbr Dzierzka kanonika krakowskiego i brata jego Hostasiusza (protoplaści rodu Firlejów). Wsiom tym nadaje Władysław Łokietek prawo niemieckie. (K. Mał., II, 275).

W roku 1340 Ostasz z rodu Firlejów ufundował obecny kościół pw. św. Mikołaja, który w kolejnych wiekach został rozbudowany (najstarsza część to dzisiejsze prezbiterium z zakrystią) i poszerzony – najpierw o późnorenesansową kaplicę pw. NMP (Firlejowską), konsekrowaną w r. 1600 oraz – pochodzącą z połowy XVII w., barokową kaplicę św. Anny. W prezbiterium odkryto duże fragmenty polichromii gotyckiej z około 1400 r., obecnie po konserwacji, przedstawiające sceny biblijne, ilustrujące mękę Chrystusa oraz alegoryczne malowidła obrazujące grzechy główne. Kaplica pw. NMP jest kaplicą grobową wojewody krakowskiego Mikołaja Firleja i jego żony Elżbiety z Ligęzów i jest bardzo podobna do starszej, Kaplicy Zygmuntowskiej na Wawelu. Historycy sztuki zaliczają ją do najpiękniejszych kaplic renesansowych w Polsce.

### Wiek XVII
Właścicielami Bejsc było pięć rodów: Firlejowie (do 1678), Potoccy (do ok. 1767), ks. Hieronim Sanguszko (do ok. 1796), Badeni (do 1878), wreszcie Byszewscy
Dziedzice wsi Firlejowie zamienili w połowie w. XVI kościół tutejszy na zbór kalwiński, który w 1615 roku zwrócony został katolikom. Łukaszewicz mylnie nazywa wieś tę Besice (Dzieje kościoła helw. w Małop., 315).
Naukowcy wskazują dwa źródła pochodzenia nazwy:
- od Benedykta (zdrobniale „Biech” lub „Beszek”, a jego dobra „Biech-skie” lub „Biesz-skie” – po przekształceniach – Beszcze, Bescze – w końcu Bejsce)
- od „bzu” – odmiana „Bez” – „Beźce” – „Bejsce”. Przyjęcie nazwy od „bzu” rekomendował prof. Kazimierz Rymut, analizując nazwę miejscowości, występującą w różnych dokumentach i zapisach.

### Wiek XX
W 1929 r. wieś i gminę zamieszkiwały 872 osoby. Był tu jeden cieśla, kołodziej, stolarz, trzech kowali, siedem sklepów spożywczych, jeden nabiałowy. Istniały dwa młyny.
W latach 1954–1972 wieś należała i była siedzibą władz gromady Bejsce. W latach 1975–1998 miejscowość administracyjnie należała do województwa kieleckiego.

## Zabytki

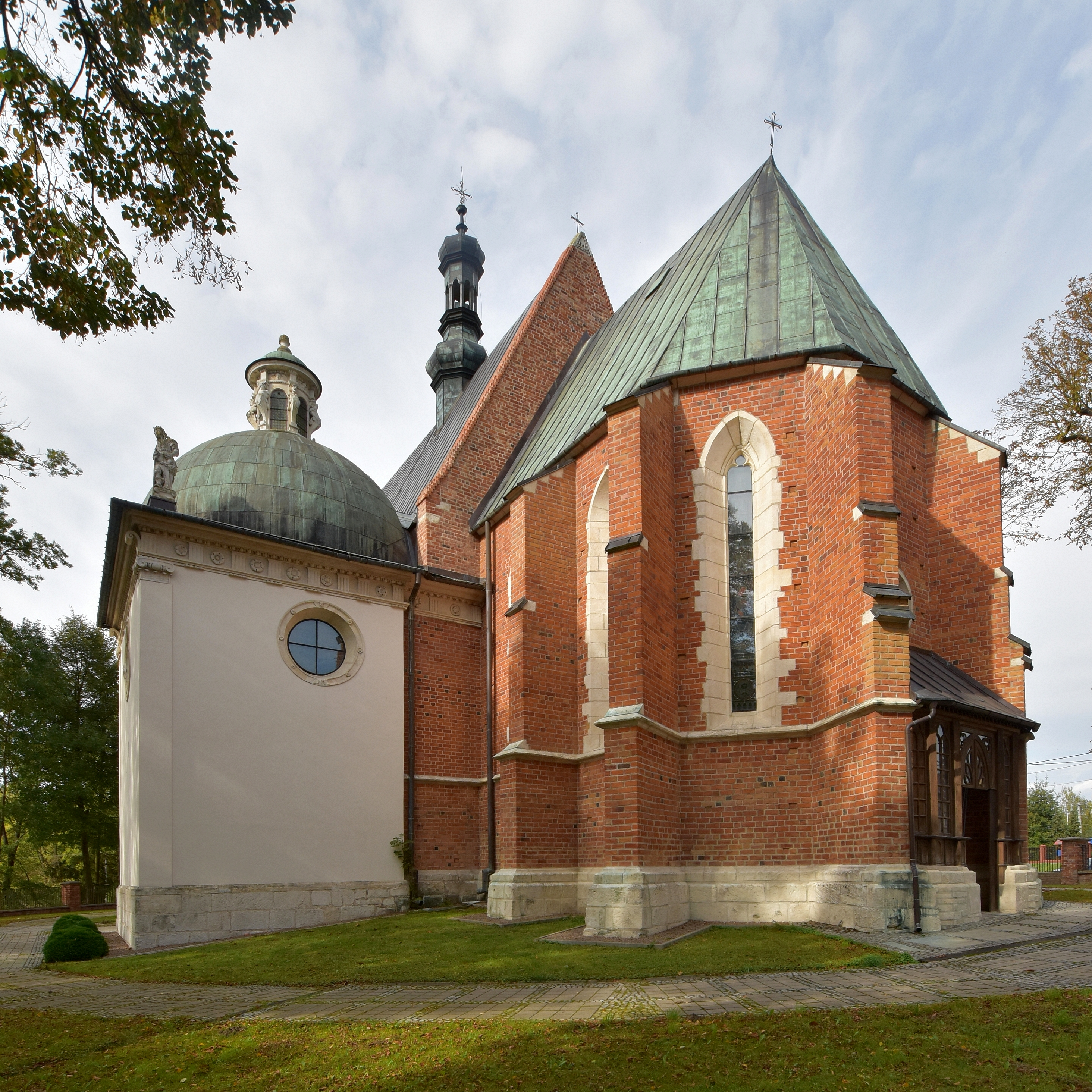
Kaplica Firlejów z XVI w. z zewnątrz przy gotyckim kościele św. Mikołaja w Bejscach

- Gotycki kościół św. Mikołaja, wpisany do rejestru zabytków nieruchomych w zespole kościoła parafialnego (nr rej.: A.173/1-4 z 28.06.1933, z 31.10.1947 i z 11.02.1967)[10].

- Klasycystyczny pałac wybudowany w 1802 r. przez Jakuba Kubickiego dla Marcina Badeniego, późniejszego ministra sprawiedliwości Królestwa Polskiego. W pałacu (dzisiaj: Domu Opieki dla Dorosłych) oglądać można zdobione m.in. techniką chiaroscuro – owalny salon oraz gabinety. Pałac znajduje się w parku krajobrazowym, według założeń Francuza Augustyna Denizot, z połowy XIX w.

Pałac wraz z parkiem jest wpisany do rejestru zabytków nieruchomych (nr rej.: A.174/1-3 z 3.06.1932, z 20.02.1947, z 9.12.1957 i z 11.02.1967)
- Kaplica Firlejów z XVI w. jest najcenniejszym zabytkiem „małej” architektury kultowej z okresu późnego renesansu w Polsce.